# باكوجيت

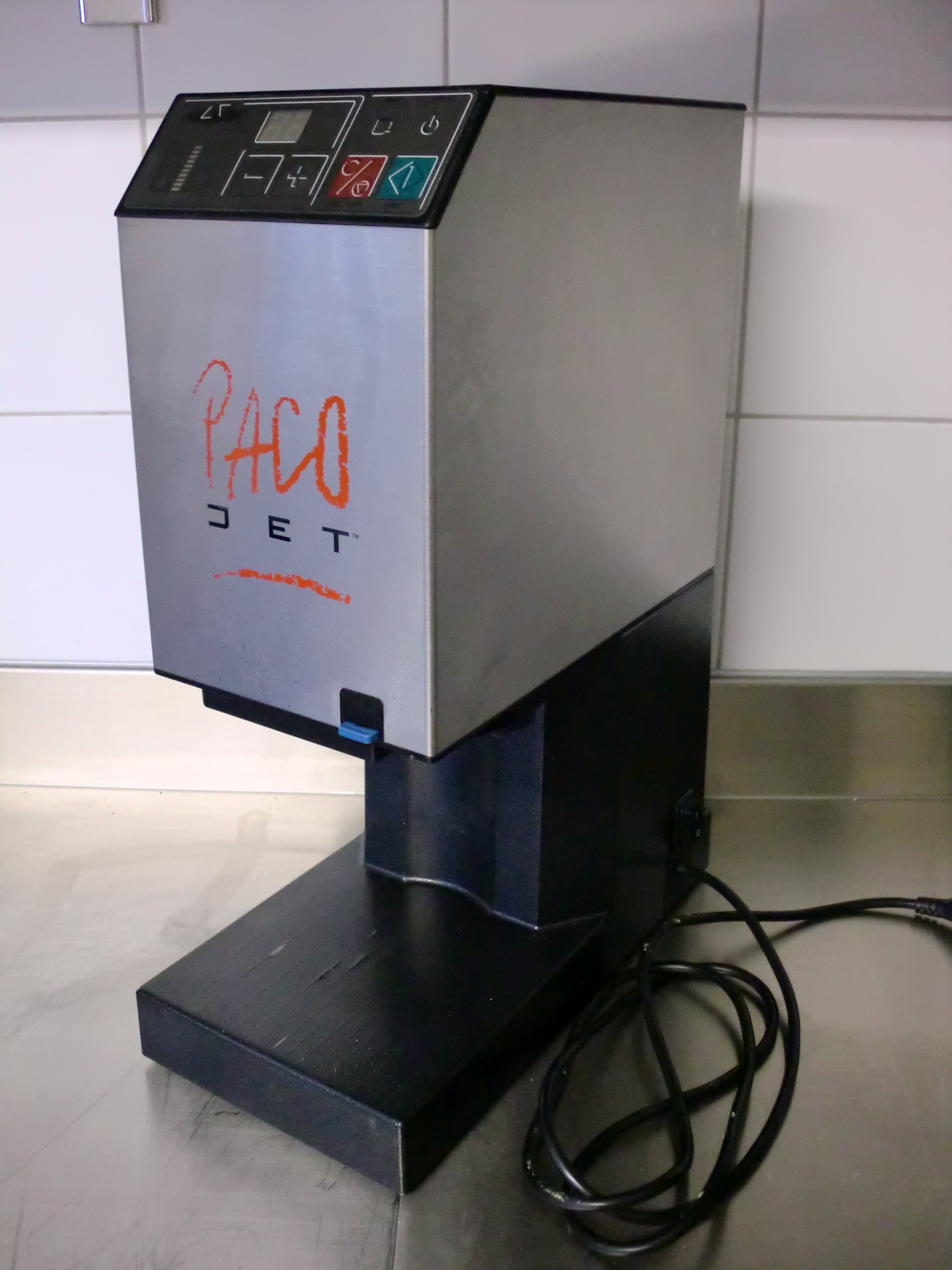
الباكوجيت

يُعد الباكوجيت (بالإنجليزية: Pacojet)‏ جهاز مطبخ للمحترفين يهرس الأطعمة المجمدة بشكل دقيق ويُحوّلها إلى قوام شديد النعومة (مثل المشروبات الغازية والآيس كريم والحشوات والحساء والمركزات والعجين والكتل) دون إذابة الجليد. تم تصنيع الباكوجيت في سويسرا، ويباع في جميع أنحاء العالم لفن الأكل في الفنادق والمطاعم والمطاعم.

## ملخص
تم اختراع نظام الباكوجيت بواسطة فيلهلم وأندرياس مورير من زيورخ في الثمانينيات.[بحاجة لمصدر] باعوا براءة الاختراع للمستثمر غريغور ستوب الذي أسس شركة (PacoJet) في عام 1988 مع شريكين من موسفانغن ‏ في سويسرا.[بحاجة لمصدر] في عام 2012، تم إطلاق (Pacojet 2)، تلتها (Pacojet Junio) في عام 2017، و(Pacojet 2 PLUS) في عام 2018.[بحاجة لمصدر]
في أكتوبر 2022، للاحتفال بالذكرى الثلاثين لتأسيسها، تم إطلاق (Pacojet 4) للجمهور، وجاء مزودًا بشاشة لمس شاشة عرض البلورة السائلة كبيرة توفر للمستخدم التوجيه مع ميزة مساعدة متحركة؛ بالإضافة إلى وضع اكتشاف الجهاز الذكي الجديد للحماية من سوء الاستخدام والتلف الذي يلحق بالباكوجيت.
يقع المقر الرئيسي لشركة (Pacojet AG) في زوغ بسويسرا، وتدعمها شبكة من المستوردين والموزعين حول العالم.

## طريقة التشغيل
توضع المكونات الطازجة في دورق باكوجيت ويتم تجميدها لمدة 24 ساعة على الأقل عند -22 درجة مئوية / -8 درجة فهرنهايت. ثم يتم توصيل الدورق بآلة باكوجيت ويتم تحديد عدد الأجزاء المرغوبة. يدور نصلها لأسفل بسرعة 2000 دورة في الدقيقة، مما يؤدي إلى حلق طبقة رقيقة متناهية الصغر من الجزء العلوي من كتلة المكونات المجمدة بعمق. تسمى هذه العملية (pacotizing)، وهو فعل لوصف الوظيفة الفريدة للباكوجيت. يعمل الباكوجيت في وضع مغلق بضغط 1.2 بار / 17 رطل.[بحاجة لمصدر]

## في الصحافة
في مايو 2005، أشار الشيف شيا غالانت (Shea Gallante) إلى باكوجيت على أنه "أحد الاختراعات الأولى خلال السنوات العشر إلى الخمس عشرة الماضية."
في عام 2011 ، صنفت (Modernist Cuisine) الباكوجيت على أنه "أداة لا غنى عنها للمطبخ العصري" في قائمة العشرة الأوائل.

## في الثقافة الشعبية
تمت الإشارة إلى الباكوجيت في فيلم قائمة الطعام (2022).